# Parepalpus auroanalis
Parepalpus auroanalis är en tvåvingeart som först beskrevs av Townsend 1931.  Parepalpus auroanalis ingår i släktet Parepalpus och familjen parasitflugor.
Artens utbredningsområde är Peru. Inga underarter finns listade i Catalogue of Life.